# Threads (rețea de socializare)
Threads (en-us-threads.ogg[θɹɛdz]; în traducere: „fire (de discuție)”) este o rețea de socializare operată de Meta Platforms. Aplicația oferă utilizatorilor posibilitatea de a posta și distribui text, imagini și clipuri video, precum și de a interacționa cu postările altor utilizatori prin apreciere, repostare sau trimiterea unui răspuns. Rețeaua este strâns legată de Instagram (deținută tot de Meta), condiționând accesul la majoritatea funcțiilor de deținerea de conturi cu același nume pe ambele platforme. Aplicația este disponibilă pe dispozitivele care rulează iOS sau Android; versiunea web oferă momentan funcționalități limitate. Este aplicația cu cea mai rapidă creștere din istorie, acumulând peste 100 de milioane de utilizatori în primele cinci zile, depășind recordul stabilit anterior de ChatGPT. Succesul său inițial nu a fost de durată, numărul de utilizatori activi scăzând cu peste 80% până la cifra de 8 milioane, în mai puțin de o lună de la lansare.
După achiziția rețelei Twitter de către Elon Musk în octombrie 2022, angajații Meta au explorat ideea de a adăuga la Instagram funcționalități bazate pe text. Această funcție, cunoscută sub numele de „Notițe”, a fost lansată în decembrie 2022. Ulterior, compania a început să dezvolte o aplicație separată, axată pe postări cu conținut textual. Dezvoltarea lui Threads (cunoscută intern ca „Project 92”) a început în ianuarie 2023, platforma lansându-se oficial pe 5 iulie 2023. Threads a devenit imediat disponibilă în 100 de țări (din 193 de state membre ONU), dar și-a amânat lansarea în Uniunea Europeană până pe 14 decembrie 2023, în așteptarea unei decizii de la Comisia Europeană privind politica sa de colectare a datelor.

## Istoric

### Predecesor
În octombrie 2019, Facebook, Inc. a introdus, pentru Android și iOS, o altă aplicație cu denumirea „Threads”, cu funcționalitate similară cu Snapchat, permițându-le utilizatorilor să comunice prin mesaje text și video. Aceasta a fost strâns legată de funcția „Prieteni apropiați” de pe Instagram, utilizatorii putând trimite imagini și mesaje text în privat altora, și a folosit sistemul Instagram de editare a fotografiilor. Instagram a închis aplicația în decembrie 2021, în special pentru că majoritatea funcțiilor sale au fost încorporate în Instagram, dar și din cauza numărului de utilizatori redus în comparație cu alte aplicații de socializare. Aproximativ 220.000 de utilizatori au descărcat vechea Threads la nivel global, reprezentând mai puțin de 0,1% dintre utilizatorii activi lunari ai Instagram.

### Dezvoltare și anunț
Pe 14 aprilie 2022, magnatul Elon Musk a întreprins o încercare de preluare ostilă a rețelei de socializare Twitter. Pe 27 octombrie, Musk a achiziționat compania în schimbul a 44 de miliarde de dolari americani, în urma unei înțelegeri cu consiliul de administrație al companiei. Ca proprietar și director executiv al Twitter, Musk a implementat mai multe modificări în funcționarea platformei, inclusiv monetizarea API-ului; opiniile sale controversate și modificările politicii companiei au îngrijorat mulți agenți de publicitate, iar câțiva au părăsit platforma. În noiembrie 2022, angajații Meta au început să discute posibilitatea creării unei aplicații separate pentru Notițe, o funcție planificată pentru Instagram. În acea lună, președintele Meta Platforms, Mark Zuckerberg, căutând să profite de situație, a discutat cu șeful Instagram, Adam Mosseri, despre posibile funcționalități noi, similare cu Twitter, pe care compania le-ar fi putut adăuga la Instagram. La finalul discuției, Mosseri a acceptat să creeze o aplicație separată, planificată pentru ianuarie 2023.
Într-o perioadă cu numeroase concedieri la Meta Platforms, Mosseri și liderul de proiect Connor Hayes au alcătuit o echipă din doi manageri, doi designeri și zeci de ingineri de la Messenger, Facebook și Instagram, efectivul ajungând la 56 de persoane la momentul lansării aplicației. Echipa a pus accent pe agilitate, optând să implementeze mai târziu unele funcționalități precum căutarea postărilor. Dezvoltarea a pornit în acea lună sub numele de cod „P92”. Moneycontrol a obținut în martie informații despre aplicație, iar The Verge a publicat în iunie detalii dintr-o ședință internă a companiei. Proiectul, sub denumirea de „Project 92”, a fost descris de CPO-ul Chris Cox drept răspunsul companiei la Twitter. Conform relatărilor, Meta Platforms ar fi ajuns la înțelegeri cu câteva celebrități și ar fi avut discuții în desfășurare cu Oprah Winfrey și cu cel de-al 14-lea Dalai Lama.
În iulie, Alessandro Paluzzi, un dezvoltator cunoscut pentru găsirea de funcționalități nelansate în codul mai multor aplicații, a anunțat pe Twitter apariția lui „Project 92” pe Google Play sub numele de „Threads” și a distribuit mai multe capturi de ecran în care arăta diverse funcționalități; aplicația a fost înlăturată la scurt timp după aceea. Pe 3 iulie, Threads a apărut pe App Store, cu lansarea programată pe 6 iulie. În plus, a fost lansat site-ul aplicației, care afișa o numărătoare inversă până la lansarea serviciului. Mosseri intenționa să lanseze aplicația cu o săptămână mai târziu, însă a accelerat procesul după ce Musk a limitat numărul de postări pe care utilizatorii Twitter le puteau accesa zilnic. Numărătoarea a expirat pe 5 iulie, la ora 23:00, ora universală, după ce lansarea a fost grăbită cu încă câteva ore, pentru o cooperare mai bună cu magazinele de aplicații din întreaga lume. Astfel, Threads s-a lansat oficial în 100 de țări. Totuși, Threads nu a putut fi lansată în Europa, Meta Platforms având nevoie de aprobarea Comisiei Europene, din cauza preocupărilor și incertitudinilor cu privire la politica de colectare a datelor.

### Lansare
În prima zi de la lansare, Threads a acumulat 30 de milioane de utilizatori, surclasând recordul deținut anterior de ChatGPT și devenind platforma cu cea mai mare creștere din istorie. În aceeași zi, avocații Twitter au amenințat Meta Platforms cu acțiuni în justiție, susținând că aceasta s-ar fi folosit de secrete comerciale în dezvoltarea aplicației. De la lansarea sa, Threads a fost supranumită „ucigașul de Twitter”. În răspuns, Mark Zuckerberg a încheiat o perioadă de 11 ani de inactivitate pe Twitter, postând o memă cu Omul Păianjen care făcea haz de asemănarea dintre Twitter și Threads.
Pe 22 august, Meta a lansat o versiune web a aplicației, cu funcționalități reduse.
Threads a fost lansată în Uniunea Europeană la data de 14 decembrie 2023.

## Aspect și caracteristici
Concepută ca o platformă pentru conversații în timp real și distribuire de conținut, Threads urmărește să ofere utilizatorilor o experiență similară cu cea de pe Twitter. Threads se specializează în microblogging, acordând prioritate dialogului public față de cel privat, și funcționează în tandem cu Instagram. Odată cu lansarea lui Threads, Meta și-a anunțat viziunea pentru aplicație, declarând că dorește să fie un „spațiu pozitiv și creativ pentru exprimarea ideilor”. Utilizatorii pot crea postări de până la 500 de caractere de text sau 300 de secunde de conținut video (comparativ cu limitele de 280 de caractere de text și 140 de secunde de conținut video pentru utilizatorii neplatnici de pe Twitter). În schimb, de pe Threads lipsesc câteva caracteristici uzuale ale platformelor de socializare, precum hashtagurile, tendințele sau mesajele private.
Ca răspuns la feedbackul negativ, Threads a anunțat un nou flux primar de postări, în care utilizatorii să poată vedea conținut doar de la persoanele pe care le urmăresc, și diverse alte actualizări, printre care se numără capabilitatea de a edita postările proprii, traducerea în mai multe limbi și îmbunătățirea interfeței pentru comutarea mai ușoară între conturi.
Threads a introdus și o funcție de repostare, al cărei rezultat e vizibil pe pagina fiecărui utilizator și în fluxul persoanelor urmărite.
Threads are același regulament ca Instagram, fiind interzise postările ce afișează raportul sexual, nuditatea sau consumul de droguri.

### Integrarea conturilor cu Instagram
Conturile de Threads sunt armonizate cu cele de Instagram și nu pot fi create decât cu ajutorul lor. În mod implicit, numele de utilizator, numele afișat și poza de profil sunt comune între cele două platforme, însă poza de profil și biografia pot fi schimbate independent. Dintre conturile urmărite pe Instagram, utilizatorii le pot alege pe cele pe care doresc să le urmărească și pe Threads, fie instant (în cazul în care acestea există), fie cu întârziere (automat, odată ce ele sunt create). Până în noiembrie 2023, orice utilizator care dorea să își șteargă contul de Threads era obligat să și-l șteargă și pe cel de Instagram.

### Compatibilitate
Threads este disponibilă pe clienți mobili dedicați pentru iOS și Android, dar și în navigatoarele web.

### Disponibilitate internațională
În Iran, guvernul a blocat Threads, adăugând-o pe vasta listă de rețele sociale cenzurate pe teritoriul țării. În ciuda cenzurii prin Marele Firewall Chinezesc, Threads a ajuns în top 4 aplicații de socializare pe App Store-ul chinezesc al Apple. Rusia a blocat Threads la o zi de la lansare.

### Publicitate
În prezent, Threads nu conține anunțuri publicitare, însă acestea sunt planificate pentru viitor. Președintele Meta, Mark Zuckerberg, a declarat că monetizarea nu va avea loc până când aplicația nu va avea „sute de milioane” de utilizatori.

### Număr de utilizatori
Threads a crescut rapid de la lansare, atingând 100 de milioane de utilizatori în 5 zile. După încă două zile, observatorii independenți susțineau că numărul de utilizatori activi zilnici scăzuse cu 20%, iar cei rămași petreceau mai puțin timp în aplicație. Astfel, s-a afirmat că timpul mediu de utilizare a scăzut de la vârful din 6 iulie, de aproximativ 20 de minute per utilizator, la 8 minute pe 10 iulie, apoi la 4 minute pe 21 iulie, iar apoi la aproape 3 minute pe 1 august.
| Utilizatori (milioane) | 2      | 5      | 10     | 20     | 30     | 70     | 90    | 100           | 105*   | 110*   | 115*   | 120*   | 125*   |
| Timp de la lansare     | 2h     | 4h     | 7h     | 12h    | 16h    | 2z     | 4z    | 5z            | 6z     | 8z     | 13z    | 26z    | 45z    |
| Referințe              | [ 49 ] | [ 49 ] | [ 50 ] | [ 51 ] | [ 49 ] | [ 52 ] | [ 2 ] | [ 43 ] [ 44 ] | [ 53 ] | [ 53 ] | [ 53 ] | [ 53 ] | [ 53 ] |

*estimare

### Scădere în lunile ulterioare lansării
Când Threads a atins 105 milioane de utilizatori pe 11 iulie 2023, Meta a încetat să mai publice numărul de utilizatori ai platformei; cifrele ulterioare au fost aproximate prin eșantionarea numărului de urmăritori. În ciuda creșterii inițiale a numărului de înscrieri, numărul utilizatorilor activi zilnici a scăzut cu 70% până la 17 iulie față de vârful din 7 iulie. În august, evoluția situației indica faptul că Threads întâmpina dificultăți în păstrarea utilizatorilor pe platformă, iar Meta declara că ia în considerare măsuri pentru sporirea retenției. Până la jumătatea lunii, numărul de utilizatori zilnici scăzuse cu peste 80%; cei cu Android se împuținaseră cu 79% — de la 49,3 milioane la 10,3 milioane. Zuckerberg a considerat această scădere „normală” și a spus că anticipa o îmbunătățire a retenției pe măsură ce platforma căpăta funcționalități noi.
La începutul lunii decembrie 2023, Twitter primea de 100 de ori mai mult trafic decât Threads la nivel global și avea de peste 11 ori mai mulți utilizatori pe aplicațiile mobile în Statele Unite.

## Reacții

### Litigiu de proprietate intelectuală
În data lansării aplicației Threads, Twitter a lansat o amenințare legală împotriva acesteia, susținând că încalcă drepturile de proprietate intelectuală ale Twitter. Într-o scrisoare adresată președintelui Meta, avocatul Twitter a susținut că Meta recrutase numeroși foști angajați ai Twitter care aveau acces la secrete comerciale și la alte informații confidențiale aparținând Twitter. Meta a respins aceste acuzații, afirmând că niciun fost angajat al Twitter nu se afla în echipa de ingineri a Threads. De asemenea, Twitter a solicitat Meta să îi respecte fișierul robots.txt și să nu extragă date de pe serverele sale.

### Confidențialitatea datelor
Politicile de colectare de date ale Threads au atras critici, experții exprimându-și îngrijorarea cu privire la cantitatea de date personale colectate de aplicație, dar și la controversele din trecut legate de felul în care Meta a folosit datele utilizatorilor.

### Presa de stat
Threads nu marchează în niciun fel conturile controlate de autoritățile naționale, ceea ce, potrivit The Wall Street Journal, a stârnit îngrijorare cu privire la pericolul proliferării de propagandă rusă sau chinezească și de alte forme de dezinformare în cadrul platformei.